# Бања (Грчка)
Бања (грч. Λουτροχώρι, Лутрохори) је насељено место у општини Вртикоп у периферији Средишња Македонија, Грчка. Према попису из 2021. године било је 399 становника.
Према бугарском географу и историчару, Василу Канчову, у Бањи је 1900. године живело 84 Словена хришћана. Године 1924. насељене су грчке избеглице из Турске, те је село 1928. имало 165 становника. Каснијим досељавањем других избеглица број становника је порастао на 323 пописом из 1940. године, од чега је 113 Словена и 210 Грка.